# Отвлечени
„Неизвестно“ (на английски: Unknown) e американски трилър от 2006 година на режисьора Саймън Бранд с участието на Джеймс Кавийзъл, Грег Киниър, Джо Пантолиано и др.

## Сюжет
Внимание:  Текстът по-долу разкрива сюжета на произведението (или части от него)!
В началото на филма петима мъже се събуждат в заключен отвсякъде склад с различни наранявания без да помнят как са ги получили, както и без да знаят нищо от миналото си. От намерен в склада вестник се разбира, че вероятно някои от тях са жертва на отвличане, а други са техните похитители, но никой не помни кой какъв е. В процеса на филма те ще започнат да си спомнят различни части от миналото си и по един или друг начин всичко ще се изясни на края.